# Sefa Yılmaz
Sefa Yılmaz (Berlín, Estat de Berlín, 14 de febrer de 1990) és un futbolista alemany que actualment juga de centrecampista al primer equip del MSV Duisburg. Va començar com a futbolista al Eintracht Südring Berlin.